# Diferencia de color
En la ciencia del color, la diferencia de color o distancia de color es la separación entre dos colores. Esta métrica permite el examen cuantificado de una noción que antes sólo podía describirse con adjetivos. La cuantificación de estas propiedades es de gran importancia para aquellos cuyo trabajo es crítico en cuanto al color. Las definiciones comunes utilizan la distancia euclidiana en un espacio de color independiente del dispositivo.

## Euclidiano

### sRGB
Como la mayoría de las definiciones de diferencia de color son distancias dentro de un espacio de color, el medio estándar para determinar distancias es la distancia euclidiana. Si actualmente uno tiene una tupla RGB (rojo, verde, azul) y desea encontrar la diferencia de color, computacionalmente una de las formas más fáciles es considerar las dimensiones lineales R, G, B que definen el espacio de color.
Se puede dar un ejemplo muy sencillo entre los dos colores con valores RGB (0, 64, 0) (verde oscuro) y (255, 64, 0) (rojo): su distancia es 255. Yendo de allí a (255, 64, 128) (rosa) es una distancia de 128.
Cuando deseamos calcular la distancia del primer punto al tercer punto (es decir, cambiar más de uno de los valores de color), podemos hacer esto:
{\displaystyle {\text{distance}}={\sqrt {(R_{2}-R_{1})^{2}+(G_{2}-G_{1})^{2}+(B_{2}-B_{1})^{2}}}.}
Cuando el resultado también debe ser computacionalmente simple, a menudo es aceptable eliminar la raíz cuadrada y simplemente usar
{\displaystyle {\text{distance}}^{2}=(R_{2}-R_{1})^{2}+(G_{2}-G_{1})^{2}+(B_{2}-B_{1})^{2}.}
Esto funcionará en los casos en que se deba comparar un solo color con un solo color y la necesidad sea simplemente saber si una distancia es mayor. Si se suman estas distancias de color al cuadrado, dicha métrica se convierte efectivamente en la varianza de las distancias de color.
Ha habido muchos intentos de ponderar los valores RGB para que se ajusten mejor a la percepción humana, donde los componentes se ponderan comúnmente (rojo 30%, verde 59% y azul 11%), sin embargo, estos son demostrablemente peores en las determinaciones de color y son propiamente las contribuciones al brillo de estos colores, más que el grado en que la visión humana tiene menos tolerancia para estos colores. Las aproximaciones más cercanas serían más adecuadas (para sRGB no lineal, utilizando un rango de colores de 0 – 255): {\displaystyle {\begin{cases}{\sqrt {2\Delta R^{2}+4\Delta G^{2}+3\Delta B^{2}}},&{\bar {R}}<128,\\{\sqrt {3\Delta R^{2}+4\Delta G^{2}+2\Delta B^{2}}}&{\text{o sino}},\end{cases}}}
dónde: {\displaystyle {\begin{aligned}\Delta R&=R_{1}-R_{2},\\\Delta G&=G_{1}-G_{2},\\\Delta B&=B_{1}-B_{2},\\{\bar {R}}&={\frac {1}{2}}(R_{1}+R_{2}).\end{aligned}}}
Una de las mejores aproximaciones de bajo costo, a veces llamada "redmean", combina los dos casos sin problemas:
{\displaystyle {\begin{aligned}{\bar {r}}&={\frac {1}{2}}(R_{1}+R_{2}),\\\Delta C&={\sqrt {\left(2+{\frac {\bar {r}}{256}}\right)\Delta R^{2}+4\Delta G^{2}+\left(2+{\frac {255-{\bar {r}}}{256}}\right)\Delta B^{2}}}.\end{aligned}}}
Hay varias fórmulas de distancia de color que intentan utilizar espacios de color como HSV o HSL con el tono representado como un círculo, colocando los distintos colores dentro de un espacio tridimensional de un cilindro o cono, pero la mayoría de estas son solo modificaciones de RGB; sin tener en cuenta las diferencias en la percepción humana del color, tenderán a estar a la par con una métrica euclidiana simple.

### Espacios de color uniformes
CIELAB y CIELUV son espacios de color relativamente uniformes desde el punto de vista perceptivo y se han utilizado como espacios para medidas euclidianas de diferencia de color. La versión CIELAB se conoce como CIE76. Sin embargo, la no uniformidad de estos espacios se descubrió más tarde, lo que condujo a la creación de fórmulas más complejas.

Espacio de color uniforme: un espacio de color en el que las diferencias numéricas equivalentes representan diferencias visuales equivalentes, independientemente de la ubicación dentro del espacio de color. Un espacio de color verdaderamente uniforme ha sido el objetivo de los científicos del color durante muchos años. La mayoría de los espacios de color, aunque no son perfectamente uniformes, se denominan espacios de color uniformes, ya que son más uniformes en comparación con el diagrama de cromaticidad.
X-rite glossary

Se supone que un espacio de color uniforme hace que una medida simple de diferencia de color, generalmente euclidiana, "simplemente funcione". Los espacios de color que mejoran este aspecto incluyen CAM02-UCS, CAM16-UCS y Jzazbz.

#### Rec. UIT-R BT.2124 o ΔEITP
En 2019 se introdujo un nuevo estándar para WCG y HDR, ya que CIEDE2000 no era adecuado para ello: CIEDE2000 no es confiable por debajo de 1 cd/ m² y no se ha verificado por encima de 100 cd/m 2 ; además, incluso en el caso del azul primario BT.709, el CIEDE2000 subestima el error. ΔEITP se escala de modo que un valor de 1 indica el potencial de una diferencia de color apenas perceptible. La métrica de diferencia de color ΔEITP se deriva de la pantalla referenciada ICTCP, pero XYZ también está disponible en el estándar. La fórmula es una distancia euclidiana escalada simplemente:
{\displaystyle \Delta E_{\text{ITP}}=720{\sqrt {(I_{1}-I_{2})^{2}+(T_{1}-T_{2})^{2}+(P_{1}-P_{2})^{2}}},}
donde los componentes de este "ITP" están dados por
I = I ,
T = 0,5 CT ,
P = CP .

### Otras construcciones geométricas
Se sabe que la medida euclidiana funciona mal en distancias de color grandes (es decir, más de 10 unidades en la mayoría de los sistemas). Un enfoque híbrido en el que se utiliza una distancia de taxista entre la luminosidad y el plano cromático. {\textstyle \Delta E_{\text{HyAB}}={\sqrt {(a_{2}-a_{1})^{2}+(b_{2}-b_{1})^{2}}}+\left|L_{2}-L_{1}\right|} Se ha demostrado que funciona mejor en CIELAB.

## CIELAB ΔE*
La Comisión Internacional de Iluminación (CIE) llama a su métrica de distancia ΔE* (también llamada incorrectamente dE*, dE o "Delta E"), donde delta es una letra griega que a menudo se usa para indicar diferencia, y E significa Empfindung ; en alemán, "sensación". El uso de este término se remonta a Hermann von Helmholtz y Ewald Hering.
Las faltas de uniformidad perceptuales en el espacio de color CIELAB subyacente han llevado a la CIE a refinar su definición a lo largo de los años, dando lugar a las fórmulas superiores de 1994 y 2000 (según lo recomendado por la CIE). Estas no uniformidades son importantes porque el ojo humano es más sensible a ciertos colores que a otros. La métrica CIELAB se utiliza para definir la tolerancia de color de los sólidos CMYK. Una buena métrica debe tener esto en cuenta para que la noción de una “diferencia apenas perceptible” (JND) tenga significado. De lo contrario, un determinado ΔE puede ser insignificante entre dos colores en una parte del espacio de color mientras que es significativo en alguna otra parte.
Todas las fórmulas ΔE* están diseñadas originalmente para que la diferencia de 1,0 represente un JND. Esta convención es generalmente seguida por otras funciones de distancia perceptual como la mencionada ΔEITP. Sin embargo, experimentos adicionales pueden invalidar esta suposición de diseño, siendo un ejemplo la revisión de CIE76 ΔE*ab JND a 2,3.

### CIE76
La fórmula de diferencia de color CIE 1976 es la primera fórmula que relaciona una diferencia de color medida con un conjunto conocido de coordenadas CIELAB. Esta fórmula fue reemplazada por las fórmulas de 1994 y 2000 porque el espacio CIELAB resultó no ser tan uniforme perceptualmente como se pretendía, especialmente en las regiones saturadas. Esto significa que esta fórmula valora estos colores demasiado alto en comparación con otros colores.
Dados dos colores en el espacio de color CIELAB, {\textstyle ({L_{1}^{*}},{a_{1}^{*}},{b_{1}^{*}})} y {\textstyle ({L_{2}^{*}},{a_{2}^{*}},{b_{2}^{*}})} La fórmula de diferencia de color CIE76 se define como:
{\displaystyle \Delta E_{ab}^{*}={\sqrt {(L_{2}^{*}-L_{1}^{*})^{2}+(a_{2}^{*}-a_{1}^{*})^{2}+(b_{2}^{*}-b_{1}^{*})^{2}}}.}
{\textstyle \Delta E_{ab}^{*}\approx 2.3} corresponde a un JND (solo diferencia perceptible).

### CMC l:c (1984)
En 1984, el Comité de Medición del Color de la Sociedad de Tintoreros y Coloristas definió una medida de diferencia basada en el modelo de color CIE L*C*h, una representación alternativa de las coordenadas L*a*b*. Su métrica, que lleva el nombre del comité que la desarrolló, se llama CMC l:c. El cuasimetrico (es decir, viola la simetría: el parámetro T se basa en el tono de la referencia) {\displaystyle h_{1}} solo) tiene dos parámetros: luminosidad (l) y croma (c), lo que permite a los usuarios ponderar la diferencia en función de la relación l:c que se considere adecuada para la aplicación. Los valores comúnmente utilizados son 2:1 para aceptabilidad y 1:1 para el umbral de imperceptibilidad.
La distancia de un color {\textstyle (L_{2}^{*},C_{2}^{*},h_{2})} A una referencia {\textstyle (L_{1}^{*},C_{1}^{*},h_{1})} es:
{\displaystyle \Delta E_{CMC}^{*}={\sqrt {\left({\frac {L_{2}^{*}-L_{1}^{*}}{l\times S_{L}}}\right)^{2}+\left({\frac {C_{2}^{*}-C_{1}^{*}}{c\times S_{C}}}\right)^{2}+\left({\frac {\Delta H_{ab}^{*}}{S_{H}}}\right)^{2}}}}
{\displaystyle S_{L}={\begin{cases}0.511&L_{1}^{*}<16\\{\frac {0.040975L_{1}^{*}}{1+0.01765L_{1}^{*}}}&L_{1}^{*}\geq 16\end{cases}}\quad S_{C}={\frac {0.0638C_{1}^{*}}{1+0.0131C_{1}^{*}}}+0.638\quad S_{H}=S_{C}(FT+1-F)}
{\displaystyle F={\sqrt {\frac {C_{1}^{*^{4}}}{C_{1}^{*^{4}}+1900}}}\quad T={\begin{cases}0.56+|0.2\cos(h_{1}+168^{\circ })|&164^{\circ }\leq h_{1}\leq 345^{\circ }\\0.36+|0.4\cos(h_{1}+35^{\circ })|&{\mbox{o sino}}\end{cases}}}
CMC l:c está diseñado para usarse con D65 y el Observador Suplementario CIE.

### CIE94
La definición de diferencia de color CIE 1976 se amplió para abordar las no uniformidades perceptuales, manteniendo al mismo tiempo el espacio de color CIELAB, mediante la introducción de factores de ponderación paramétricos específicos de la aplicación k L, k C y k H, y funciones S L, S C y S H derivadas de los datos de tolerancia de una prueba de pintura automotriz.
Al igual que con el CMC I:c, Δ E (1994) se define en el espacio de color L*C*h* y también viola la simetría, por lo que define un cuasimetrico. Dado un color de referencia [a] {\displaystyle (L_{1}^{*},a_{1}^{*},b_{1}^{*})} y otro color {\displaystyle (L_{2}^{*},a_{2}^{*},b_{2}^{*})}, la diferencia es
{\displaystyle \Delta E_{94}^{*}={\sqrt {\left({\frac {\Delta L^{*}}{k_{L}S_{L}}}\right)^{2}+\left({\frac {\Delta C^{*}}{k_{C}S_{C}}}\right)^{2}+\left({\frac {\Delta H^{*}}{k_{H}S_{H}}}\right)^{2}}},}
dónde
{\displaystyle {\begin{aligned}\Delta L^{*}&=L_{1}^{*}-L_{2}^{*},\\C_{1}^{*}&={\sqrt {{a_{1}^{*}}^{2}+{b_{1}^{*}}^{2}}},\\C_{2}^{*}&={\sqrt {{a_{2}^{*}}^{2}+{b_{2}^{*}}^{2}}},\\\Delta C^{*}&=C_{1}^{*}-C_{2}^{*},\\\Delta H^{*}&={\sqrt {{\Delta E_{ab}^{*}}^{2}-{\Delta L^{*}}^{2}-{\Delta C^{*}}^{2}}}={\sqrt {{\Delta a^{*}}^{2}+{\Delta b^{*}}^{2}-{\Delta C^{*}}^{2}}},\\\Delta a^{*}&=a_{1}^{*}-a_{2}^{*},\\\Delta b^{*}&=b_{1}^{*}-b_{2}^{*},\\S_{L}&=1,\\S_{C}&=1+K_{1}C_{1}^{*},\\S_{H}&=1+K_{2}C_{1}^{*},\\\end{aligned}}}
y donde k C y k H generalmente se establecen en la unidad, y los factores de ponderación paramétricos k L, K 1 y K 2 dependen de la aplicación:
|    | Artes gráficas | Textiles |
| -- | -------------- | -------- |
| KL | 1              | 2        |
| K1 | 0,045          | 0,048    |
| K2 | 0,015          | 0,014    |

Geométricamente, la cantidad {\displaystyle \Delta H_{ab}^{*}} corresponde a la media aritmética de las longitudes de las cuerdas de los círculos cromáticos iguales de los dos colores.

### CIEDE2000
Como la definición de 1994 no resolvió adecuadamente el problema de uniformidad perceptual, la CIE refinó su definición con la fórmula CIEDE2000 publicada en 2001, añadiendo cinco correcciones:
- Un término de rotación de tono (R T ), para tratar la problemática región azul (ángulos de tono en el entorno de 275°):[22]
- Compensación de colores neutros (los valores primarios en las diferencias L*C*h)
- Compensación por luminosidad (S L )
- Compensación de croma (S C )
- Compensación de tono (S H )

{\displaystyle \Delta E_{00}^{*}={\sqrt {\left({\frac {\Delta L'}{k_{L}S_{L}}}\right)^{2}+\left({\frac {\Delta C'}{k_{C}S_{C}}}\right)^{2}+\left({\frac {\Delta H'}{k_{H}S_{H}}}\right)^{2}+R_{T}{\frac {\Delta C'}{k_{C}S_{C}}}{\frac {\Delta H'}{k_{H}S_{H}}}}}}
Las fórmulas siguientes deben utilizar grados en lugar de radianes; el problema es significativo para RT.
Los factores de ponderación paramétricos kL, kC y kH normalmente se establecen en la unidad.
{\displaystyle \Delta L^{\prime }=L_{2}^{*}-L_{1}^{*}}
{\displaystyle {\bar {L}}={\frac {L_{1}^{*}+L_{2}^{*}}{2}}\quad {\bar {C}}={\frac {C_{1}^{*}+C_{2}^{*}}{2}}\quad {\mbox{where }}C_{1}^{*}={\sqrt {{a_{1}^{*}}^{2}+{b_{1}^{*}}^{2}}},\quad C_{2}^{*}={\sqrt {{a_{2}^{*}}^{2}+{b_{2}^{*}}^{2}}},\quad }
{\displaystyle a_{1}^{\prime }=a_{1}^{*}+{\frac {a_{1}^{*}}{2}}\left(1-{\sqrt {\frac {{\bar {C}}^{7}}{{\bar {C}}^{7}+25^{7}}}}\right)\quad a_{2}^{\prime }=a_{2}^{*}+{\frac {a_{2}^{*}}{2}}\left(1-{\sqrt {\frac {{\bar {C}}^{7}}{{\bar {C}}^{7}+25^{7}}}}\right)}
{\displaystyle {\bar {C}}^{\prime }={\frac {C_{1}^{\prime }+C_{2}^{\prime }}{2}}{\mbox{ and }}\Delta {C'}=C'_{2}-C'_{1}\quad {\mbox{where }}C_{1}^{\prime }={\sqrt {a_{1}^{'^{2}}+b_{1}^{*^{2}}}}\quad C_{2}^{\prime }={\sqrt {a_{2}^{'^{2}}+b_{2}^{*^{2}}}}\quad }
{\displaystyle h_{1}^{\prime }={\text{atan2}}(b_{1}^{*},a_{1}^{\prime })\mod 360^{\circ },\quad h_{2}^{\prime }={\text{atan2}}(b_{2}^{*},a_{2}^{\prime })\mod 360^{\circ }}
La tangente inversa (tan−1) se puede calcular utilizando una rutina de biblioteca común atan2(b, a) que generalmente tiene un rango de − π a π radianes; las especificaciones de color se dan en 0 a 360 grados, por lo que se necesita algún ajuste. La tangente inversa es indeterminada si tanto a  como b son cero (lo que también significa que la C  correspondiente es cero); en ese caso, establezca el ángulo de tono en cero. Véase Sharma, 2005, eqn. 7.
El ejemplo anterior espera que el orden de los parámetros de atan2 sea atan2(y, x).
{\displaystyle \Delta h'={\begin{cases}h_{2}^{\prime }-h_{1}^{\prime }&\left|h_{1}^{\prime }-h_{2}^{\prime }\right|\leq 180^{\circ }\\h_{2}^{\prime }-h_{1}^{\prime }+360^{\circ }&\left|h_{1}^{\prime }-h_{2}^{\prime }\right|>180^{\circ },h_{2}^{\prime }\leq h_{1}^{\prime }\\h_{2}^{\prime }-h_{1}^{\prime }-360^{\circ }&\left|h_{1}^{\prime }-h_{2}^{\prime }\right|>180^{\circ },h_{2}^{\prime }>h_{1}^{\prime }\end{cases}}}
Cuando C1 o C2 es cero, entonces Δ h  es irrelevante y puede establecerse en cero. Véase Sharma, 2005, eqn. 10.
{\displaystyle \Delta H^{\prime }=2{\sqrt {C_{1}^{\prime }C_{2}^{\prime }}}\sin(\Delta h^{\prime }/2),\quad {\bar {H}}^{\prime }={\begin{cases}(h_{1}^{\prime }+h_{2}^{\prime })/2&\left|h_{1}^{\prime }-h_{2}^{\prime }\right|\leq 180^{\circ }\\(h_{1}^{\prime }+h_{2}^{\prime }+360^{\circ })/2&\left|h_{1}^{\prime }-h_{2}^{\prime }\right|>180^{\circ },h_{1}^{\prime }+h_{2}^{\prime }<360^{\circ }\\(h_{1}^{\prime }+h_{2}^{\prime }-360^{\circ })/2&\left|h_{1}^{\prime }-h_{2}^{\prime }\right|>180^{\circ },h_{1}^{\prime }+h_{2}^{\prime }\geq 360^{\circ }\end{cases}}}
Cuando C 1 o C 2 es cero, entonces H ′ es h 1 + h 2 (sin división por 2; esencialmente, si un ángulo es indeterminado, entonces se utiliza el otro ángulo como promedio; depende de que el ángulo indeterminado se establezca en cero). Véase Sharma, 2005, eqn. 7 and p. 23 7 y pág. 23 indicando que la mayoría de las implementaciones en Internet en ese momento tenían "un error en el cálculo del tono promedio".
{\displaystyle T=1-0.17\cos({\bar {H}}^{\prime }-30^{\circ })+0.24\cos(2{\bar {H}}^{\prime })+0.32\cos(3{\bar {H}}^{\prime }+6^{\circ })-0.20\cos(4{\bar {H}}^{\prime }-63^{\circ })}
{\displaystyle S_{L}=1+{\frac {0.015\left({\bar {L}}-50\right)^{2}}{\sqrt {20+{\left({\bar {L}}-50\right)}^{2}}}}\quad S_{C}=1+0.045{\bar {C}}^{\prime }\quad S_{H}=1+0.015{\bar {C}}^{\prime }T}
{\displaystyle R_{T}=-2{\sqrt {\frac {{\bar {C}}'^{7}}{{\bar {C}}'^{7}+25^{7}}}}\sin \left[60^{\circ }\cdot \exp \left(-\left[{\frac {{\bar {H}}'-275^{\circ }}{25^{\circ }}}\right]^{2}\right)\right]}
CIEDE 2000 no es matemáticamente continua. La discontinuidad se origina al calcular el tono medio. {\textstyle \Delta H^{\prime }} y la diferencia de tono {\textstyle \Delta h'}. La discontinuidad máxima ocurre cuando los matices de dos colores de muestra están separados por unos 180° y suele ser pequeña en relación con Δ E (menos del 4%). También hay una cantidad insignificante de discontinuidad debido al cambio de tono.
Sharma, Wu y Dalal proporcionaron algunas notas adicionales sobre las matemáticas y la implementación de la fórmula.

## Tolerancia

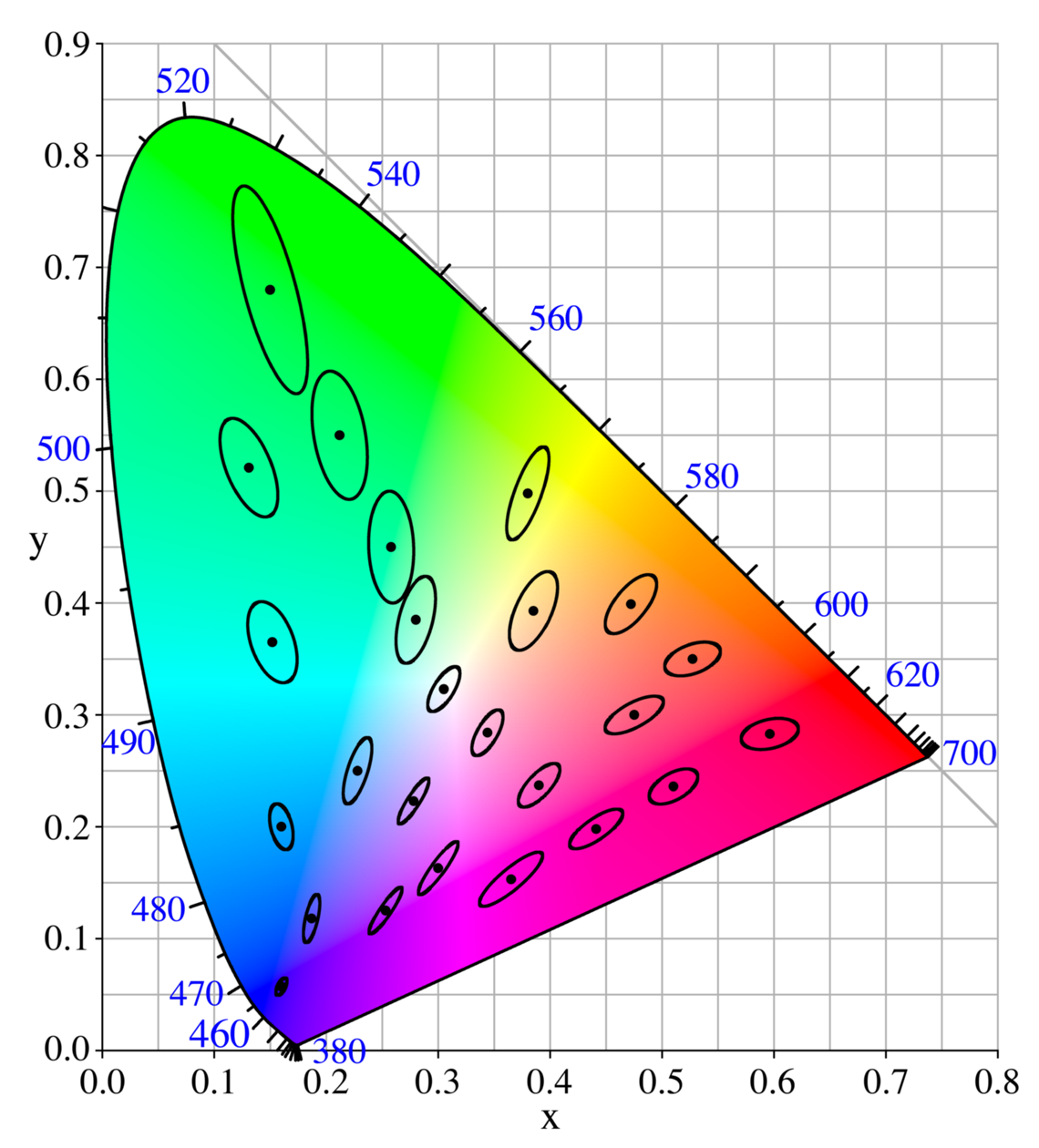
Un diagrama de MacAdam en el espacio de color CIE 1931. Las elipses se muestran con una magnificación de un factor 10.

La tolerancia se refiere a la pregunta "¿Cuál es un conjunto de colores que están imperceptiblemente/aceptablemente cerca de una referencia dada?" Si la medida de distancia es perceptualmente uniforme, entonces la respuesta es simplemente "el conjunto de puntos cuya distancia a la referencia es menor que el umbral de diferencia apenas perceptible (JND)". Esto requiere una métrica perceptualmente uniforme para que el umbral sea constante en toda la gama (rango de colores). De lo contrario, el umbral será una función del color de referencia, lo cual resulta complicado como guía práctica.
En el espacio de color CIE 1931, por ejemplo, los contornos de tolerancia están definidos por la elipse de MacAdam, que mantiene L* (luminosidad) fija. Como se puede observar en el diagrama adyacente, las elipses que indican los contornos de tolerancia varían de tamaño. Es en parte esta falta de uniformidad lo que llevó a la creación de CIELUV y CIELAB .
De manera más general, si se permite que varíe la luminosidad, entonces encontramos que la tolerancia establecida es elipsoidal. Aumentar el factor de ponderación en las expresiones de distancia mencionadas anteriormente tiene el efecto de aumentar el tamaño del elipsoide a lo largo del eje respectivo.

La definición de "aceptablemente cerca" también depende de los requisitos industriales y de la practicidad. En la industria automotriz, el ΔE*CMC es bastante estricto, a menudo menor a 0,5 según D65/10. En impresión, el límite típico es 2,0 por debajo de D50, aunque algunos procesos requieren hasta 5,0.